# 断面力

長さ 2L の単純ばりの中央に45°の角度で集中荷重 2√2P が作用した時の断面力（軸力 N, せん断力 Q, 曲げモーメント M）の分布図

構造物に荷重が作用すると、部材内部には、その荷重に抵抗するための力、内力（ないりょく、英語: internal force）が発生する。断面力（だんめんりょく、英語: sectional force）とは、ある断面に作用する内力のことである。
断面力は以下の4種類に分離される。
- せん断力（せんだんりょく、英語: shearing force）
- 軸力（じくりょく、英語: axial force）、軸方向力（じくほうこうりょく）、垂直力（すいちょくりょく、英語: normal force）
- 曲げモーメント（まげモーメント、英語: bending moment）
- ねじりモーメント（英語: twisting moment）

## 概要

断面力の考え方。断面に作用する力（黒）は、最終的に、部材軸線に作用する、せん断力Q（赤）と軸力N（青）と曲げモーメントM（緑）に分解できる

構造物に外力（荷重と反力）が作用しているときに、安定して静止しているなら、力は釣り合いの状態となっており、構造物全体でかかる力の総和はゼロとなっているはずである。この力の釣り合いは、構造物全体に対してのみでなく、構造物や部材の任意の部分に切断した場合にも成立していなければならない。部材をある断面で切断した場合に力の釣り合いが成り立つためには、切断した先の部材にかかっていた力と等しいだけの力が、切断された断面に作用していなければならない。
断面に作用する力は、通常は断面内で分布をしているが、断面が変形しないとする近似（断面保持の仮定）の下で、図心（部材軸）上に集中して作用する力と等価になる。部材軸上に作用する力は、部材軸と直交する成分と平行な成分に分けられ、せん断力、軸力、曲げモーメントとねじりモーメントの合力として考えられる。
材軸を含む平面内で考える場合は、断面力は、通常、せん断力、軸力、曲げモーメントの3つに分離して考慮される。

## せん断力

せん断力とずれ変形

部材軸と垂直方向にずれる変形に抵抗する力をせん断力といい、Q で書く。
せん断力は、断面にずれが生じないように抵抗する力と認識できる。

## 軸力

軸力と引張変形

部材軸方向に伸びたり縮んだりする変形に抵抗する力を軸力といい、N で書く。
軸力は、断面が離れたり重なったりしないように抵抗する力と認識できる。

## 曲げモーメント

曲げモーメントと曲げ変形

部材の折れ曲がりに抵抗する力を曲げモーメントといい、M で書く。
曲げモーメントは、断面が変形しないように抵抗する力と認識できる。